# Mustasaari (ö i Finland, Mellersta Finland, Keuruu, lat 62,23, long 24,53)
Mustasaari är en ö i Finland. Den ligger i sjön Tyrisevänjärvi och i kommunen Keuru i den ekonomiska regionen  Keuru ekonomiska region  och landskapet Mellersta Finland, i den södra delen av landet, 230 km norr om huvudstaden Helsingfors. Öns area är 0,7 hektar och dess största längd är 110 meter i nord-sydlig riktning.